# Otto Graham
Otto Everett Graham Jr. (Waukegan, 6 de dezembro de 1921 - Sarasota, 17 de dezembro de 2003) foi um jogador de futebol americano que atuava como quarterback. Jogou pelo Cleveland Browns na All-America Football Conference (AAFC) e na National Football League (NFL). Graham é visto pelos críticos como um dos jogadores mais dominantes de sua época, tendo levado os Browns as Finais de todos os anos entre 1946 e 1955, vencendo sete delas. Com Graham como quarterback, os Browns registraram 114 vitórias, 20 derrotas e quatro empates, incluindo um recorde de 9-3 nos playoffs. Enquanto a maioria dos registros estatísticos de Graham tenham sidos superados na era moderna, ele ainda detém o recorde de jardas por tentativa de passe com 8,98. Ele também detém o recorde de maior percentual de vitórias na carreira para um quarterback da NFL, com 0.826.
Graham entrou na Northwestern University em 1940 com uma bolsa de basquete, mas o futebol americano logo se tornou seu principal esporte. Após um breve período nas Forças Armadas dos Estados Unidos no final da Segunda Guerra Mundial, Graham jogou pelo Rochester Royals da National Basketball League (NBL), vencendo o título de 1945-46. Paul Brown, treinador de Cleveland, contratou Graham para jogar pelos Browns, onde ele prosperou. 
Depois que ele se aposentou em 1955, Graham treinou equipes universitárias no College All-Star Game e se tornou treinador de futebol da Coast Guard Academy em Connecticut. Depois de sete anos na academia, ele passou três temporadas mal sucedidas como treinador do Washington Redskins. Após sua renúncia, ele retornou à Academia da Guarda Costeira, onde atuou como diretor atlético até sua aposentadoria em 1984. Ele foi eleito para o Hall of Fame do futebol profissional em 1965.

## Início da vida e carreira universitária
Nascido em Waukegan, Illinois, o primeiro interesse de Graham foi em música. Encorajado por seus pais, ambos professores de música, ele aprendeu a tocar vários instrumentos: piano, violino, corneta e trompa. Graham também se destacou no atletismo e frequentou a Universidade Northwestern com uma bolsa de basquete em 1940. Lá, ele jogou no time de basquete como um calouro e continuou a estudar música. Graham não aceitou o futebol americano até seu segundo ano, quando o técnico da Northwestern, Pappy Waldorf, o viu jogando e o convidou para treinar com a equipe.Embora o futebol americano se tornasse o principal esporte de Graham, ele também jogava beisebol e continuava no time de basquete. Como veterano, ele foi nomeado um jogador de basquete All-American, parte de um time selecionado por agências de notícias que incluem os melhores jogadores em cada posição.
O primeiro jogo de Graham no time de futebol americano foi em 4 de outubro de 1941, quando ele retornou um punt e fez um touchdown de 90 jardas. Ele correu e passou por mais dois touchdowns na vitória por 51-3 sobre a Universidade Estadual do Kansas. Northwestern terminou o ano com um 11º lugar na AP Poll dos melhores times universitários do país.
Com a Segunda Guerra Mundial se intensificando, Graham se inscreveu para o serviço militar ao lado de muitos outros estudantes-atletas, entrando na Guarda Costeira dos EUA. Ele conseguiu permanecer na Northwestern enquanto esperava ser chamado para a ativa. Os Wildcats tiveram problemas em 1942 quando os seus jogadores se juntaram ao esforço de guerra, vencendo apenas um jogo. Graham ainda teve 89 passes certos, estabelecendo um recorde em uma única temporada na Big Ten Conference, uma divisão de grandes times universitários do Meio-Oeste dos Estados Unidos.
No ano seguinte, Graham e alguns de seus companheiros de equipe se alistaram no exército, mas continuaram a jogar pela Northwestern. Alistados de outras escolas também se matricularam na Northwestern, onde a Marinha dos EUA possuía uma estação de treinamento. A temporada de 1943 foi boa para Northwestern com eles terminando a temporada com um recorde de 8-2 e um nono lugar no ranking da AP Poll. Graham estabeleceu outro recorde de passes e foi nomeado o MVP da conferência, além de terminar em terceiro lugar na votação do Heisman Trophy.
A carreira de Graham na Northwestern terminou oficialmente em fevereiro de 1944, quando ele se mudou para a Colgate University em Hamilton, Nova York, no programa de cadetes V-5 da Marinha, um curso de treinamento de pilotos. Ele jogou basquete em Colgate.
Impressionado pelas performances de Graham nas vitórias da Northwestern sobre Universidade Estadual de Ohio em 1941 e 1943, Paul Brown veio e ofereceu-lhe um contrato no valor de US $ 7.500 por ano em 1945 para jogar por uma equipe profissional que ele estava treinando em Cleveland na All-America Football Conference (AAFC). Graham não receberia seu salário até que ele começasse a jogar e Brown acrescentou uma quantia mensal de US $ 250 até o final da guerra. Foi uma grande quantia de dinheiro na época. "Tudo o que eu pedi foi, onde eu assino?" Graham disse depois. "Alguns dos outros homens da marinha disseram que eu estava torcendo para que a guerra durasse para sempre." Graham também foi convocado pelo Detroit Lions, da National Football League (NFL), mas não assinou contrato nem jogou com a equipe durante a guerra.
Um grande número de atletas voltou para casa quando o conflito acabou na Europa após a rendição da Alemanha em meados de 1945. A primeira temporada da AAFC não foi marcada até o outono de 1946 e Graham ocupou os meses seguintes ao se juntar ao Rochester Royals da National Basketball League (NBL), um dos precursores da National Basketball Association. Em março de 1946, os Royals venceram uma série de cinco contra o Sheboygan Redskins para ganhar o título da NBL.

## Carreira profissional

### Cleveland Browns na AAFC (1946-1949)
No momento em que Graham foi dispensado da Marinha no final do verão de 1946, os treinos do Cleveland Browns já haviam começado. Preocupado com o fato de Graham não estar pronto, Brown colocou Cliff Lewis como quarterback titular no primeiro jogo da temporada. Graham, no entanto, logo substituiu Lewis e levou o time a um recorde de 12-2 na temporada regular e um lugar na final do campeonato contra o New York Yankees. Os Browns venceram esse jogo, desencadeando um período de dominância. A equipe venceu cada um das quatro finais da AAFC entre 1946 e 1949.
O jogo de Graham foi crucial para o sucesso de Cleveland. Ele teve uma média de 10,5 jardas por passe e teve um rating de 112,1 em 1946, um recorde até que Joe Montana superou em 1989. Graham foi eleito o MVP da AAFC em 1947 e dividiu o prêmio com Frankie Albert do San Francisco 49ers em 1948. Ele liderou a liga em passes entre 1947 e 1949. A AAFC se dissolveu após a temporada de 1949, e três de suas equipes, incluindo os Browns, fundiram-se na mais estabelecida National Football League. Graham foi o principal passador de todos os tempos da AAFC, jogando para 10.085 jardas e 86 touchdowns.
Graham se tornou o líder incontestado dos Browns, mas ele também era "apenas um dos caras", disse Mike McCormack em 1999. "Ele não era distante, o que você vê muitas vezes hoje." Em sua autobiografia, Paul Brown elogiou a capacidade de Graham de antecipar a rota de seus recebedores observando seus ombros. "Lembro-me de sua tremenda visão periférica e sua grande habilidade atlética, bem como sua capacidade de jogar uma bola de futebol de forma precisa e exata com apenas um movimento de seu braço", disse Brown. Seus passes curtos eram duros e precisos, disseram os companheiros de equipe, e suas longas bolas eram macias. "Eu costumava pegar muitos deles com uma só mão", disse Lavelli. "Ele tinha grande toque em suas mãos." Ele foi apelidado de "Automatic Otto" por sua consistência e resistência.

### Cleveland Browns na NFL (1950-1955)
Com Graham no comando, os Browns continuaram a ter sucesso quando se juntaram à NFL em 1950. Graham levou os Browns para um recorde de 10-2, que montou um playoff contra o New York Giants para ver quem ganhava um lugar na final. Em um Cleveland Stadium congelado em 17 de dezembro, o Cleveland venceu New York. Com o jogo empatado 3-3 no quarto trimestre, Graham ganhou 45 jardas correndo com a bola e Lou Groza acertou um field goal de 28 jardas que colocou os Browns na frente por 6–3. Um Safety após o kickoff resultou na pontuação final de 8-3.
A vitória colocou Cleveland na final da NFL contra o Los Angeles Rams. A corrida e a passagem de Graham foram novamente a chave para a vitória dos Browns por 30-28. Ele dirigiu o ataque até o field goal da vitória de Groza nos últimos segundos. Graham teve 99 jardas correndo no jogo, adicionando 298 jardas de passes e quatro touchdowns.
Cleveland registrou um recorde de 11-1 em 1951, isso deu aos Browns outro lugar na final do campeonato, novamente contra os Rams. Desta vez, no entanto, os Rams venceram por 24-17. Graham teve três passes interceptados, mas fez 280 jardas e um touchdown. Após a temporada, Graham foi eleito o MVP da liga.

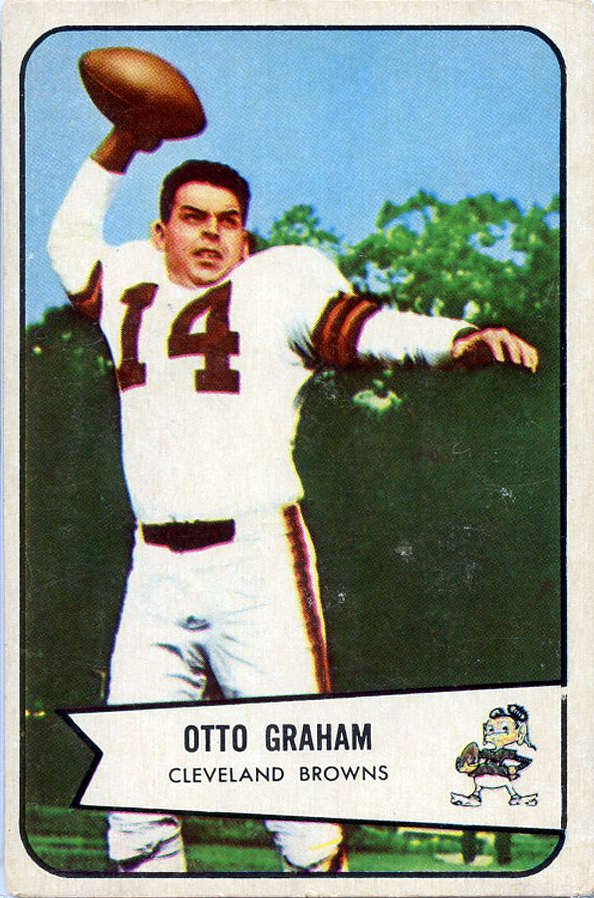
Cartão de futebol de 1954

Cleveland terminou a temporada de 1952 com um recorde de 9-3 e enfrentou o Detroit Lions na final da NFL. Graham e os Browns perderam seu segundo campeonato consecutivo, 17-7. Depois da temporada, quando Graham estava treinando para o Pro Bowl em Los Angeles em 2 de janeiro de 1953, seu filho Stephen, de seis semanas, morreu de um resfriado severo.
A temporada de 1953 começou com uma vitória de 27-0 sobre o Green Bay Packers, em que Graham passou para 292 jardas e correu para dois touchdowns. Foi a primeira das 11 vitórias consecutivas dos Browns, cuja única derrota veio no jogo final da temporada para o Philadelphia Eagles. Apesar de um recorde de 11-1, Cleveland perdeu na final pelo terceiro ano consecutivo, caindo para o Detroit Lions por 17-16. Dois dos passes de Graham foram interceptados. Ele disse após o jogo que ele queria "pular de um prédio" por deixar seus companheiros de equipe para baixo. "Eu fui o principal fator da derrota", disse ele. "Se eu tivesse jogado meu jogo habitual, teríamos vencido." Ainda assim, Graham terminou a temporada como o principal jogador da NFL e novamente ganhou o prêmio de MVP.
Antes do início dos treinos dos Browns em 1954, Graham foi questionado como parte do caso de assassinato de Sam Sheppard. Sheppard, um osteopata, foi acusado de espancar sua esposa grávida até a morte, e Graham e sua esposa, Beverly, eram amigos do casal. Graham disse à polícia que ele e Beverly gostavam dos Sheppards mas não sabiam muito sobre seu relacionamento.
A temporada de 1954 foi uma transição para os Browns. Muitos dos jogadores que se juntaram à equipe de 1946 haviam se aposentado ou estavam chegando ao fim de suas carreiras. Graham, enquanto isso, disse a Brown que ele se aposentaria depois da temporada. Depois de perder os três primeiros jogos, Cleveland venceu oito seguidos e ganhou outra chance de ganhar o campeonato, novamente contra os Lions. Desta vez, os Browns venceram por 56-10, quando Graham correu para três touchdowns e passou para mais três. Ele anunciou sua aposentadoria após o jogo.
Brown convenceu Graham a voltar e jogar mais um ano e lhe foi oferecido um salário de US $ 25.000, fazendo dele o jogador mais bem pago da NFL. Os Browns perderam a primeira partida contra o Washington Redskins, mas chegaram a um recorde de 9-2-1 na temporada regular e chegaram outra vez a final do campeonato. Graham jogou dois touchdowns e correu para mais dois quando os Browns bateram os Rams por 38-14. Quando Brown tirou Graham do jogo no quarto quarto, a multidão no Los Angeles Memorial Coliseum o aplaudiu de pé. Foi o desempenho final de uma carreira de 10 anos em que a equipe de Graham chegou a final do campeonato em cada ano e ganhou sete. "Nada me induziria a voltar", disse ele mais tarde. Ele foi o líder da NFL e MVP em 1955. Ele também ganhou o Hickok Belt, concedido ao melhor atleta profissional do ano.
O recorde dos Browns com Graham como quarterback titular foi de 114–20–4, incluindo um recorde de 9–3 nos playoffs. Graham foi introduzido no Hall da Fama do Futebol Profissional em 1965. Tendo vencido sete campeonatos em 10 temporadas e atingido a final em todos os anos em que jogou, Graham é considerado pelos jornalistas esportivos como um dos maiores vencedores de todos os tempos e um dos melhores quarterbacks profissionais. Ele nunca perdeu um jogo por lesão ou suspensão em sua carreira.
Graham usou o número 60 durante boa parte de sua carreira, mas foi forçado a mudar para 14 em 1952, depois que a NFL aprovou uma regra que exigia que jogador de linha ofensiva usassem camisas de número 50 a 79 para que os árbitros identificassem mais facilmente os inelegíveis. Os Browns aposentaram seu número 14. Em Northwestern, Graham usou o número 48. 

## Carreira como treinador
Quando Graham se aposentou do futebol, ele planejava se concentrar em administrar os negócios de seguros e eletrodomésticos que possuía. Em 1957, no entanto, Graham assinou contrato como assistente técnico do time universitário no College All-Star Game anual, um concurso de exibição entre o campeão da NFL e uma seleção dos melhores jogadores universitários de todo o país. No ano seguinte, ele foi nomeado treinador principal da equipe. Com Graham treinando o time em 1958, a equipe venceu o Detroit Lions por 35-19.

### Academia da Guarda Costeira
Depois de sua convincente vitória no jogo das estrelas, George Steinbrenner, amigo de Graham, o ajudou a conseguir um emprego como técnico principal da Academia da Guarda Costeira em New London, Connecticut. Graham, então com 37 anos, também foi nomeado diretor atlético e recebeu um salário "em cinco dígitos". Oficiais da escola disseram que a contratação não significava que a Guarda Costeira iria "durar muito"; a escola da Divisão III jogou uma programação relativamente curta na época contra escolas menores. 
A equipe da Guarda Costeira teve um recorde de 3-5 no primeiro ano de Graham como técnico em 1959, mas melhorou constantemente nos três anos seguintes. A equipe ficou invicta em 1963, ganhando sua primeira aparição na pós-temporada. A Guarda Costeira perdeu para Western Kentucky por 27-0 no Tangerine Bowl.
Graham recebeu várias ofertas de emprego da NFL durante seu tempo na Guarda Costeira, mas ele disse em 1964 que ele estava contente em ficar na pequena escola com um salário de US $ 9.000.

### Washington Redskins
Apesar de suas reservas em relação ao jogo profissional, Graham, que trabalhou como comentarista de televisão e rádio do New York Jets da American Football League em 1964 e 1965, deixou a Guarda Costeira depois de sete anos em 1966 para se tornar o treinador do Washington Redskins da NFL.
O período de Graham como treinador dos Redskins entre 1966 e 1968 não teve sucesso; o recorde da equipe durante esse período foi de 17–22–3. Em sua última temporada como treinador dos Redskins, os pedidos por sua demissão se intensificaram com o desempenho da equipe piorando de um recorde de 7-7 para um recorde de 5-9 em seu terceiro ano. 
O Washington Daily News pediu sua demissão em um editorial de primeira página em novembro de 1968. Vince Lombardi assumiu como treinador dos Redskins em 1969.

### Retorno a Academia da Guarda Costeira
Depois de ser dispensado como técnico dos Redskins, Graham retornou à Academia da Guarda Costeira como diretor esportivo e disse que planejava ficar lá até se aposentar. Ele treinou a equipe da College All-Star Game em 1970, pela décima e última vez. As estrelas da faculdade perderam pela sétima vez consecutiva naquele ano, perdendo por 24-3 para o Kansas City Chiefs. Ele foi substituído em 1971 por Blanton Collier, que se aposentou depois de suceder Brown como treinador principal de Cleveland.
Em 1974, Graham foi nomeado treinador da Guarda Costeira, mais uma vez, embora tenha renunciado dois anos depois para se concentrar em suas funções como diretor atlético.
Em nove anos como treinador, as equipes da Guarda Costeira de Graham tiveram um registro combinado de 44–32–1. Depois de mais oito anos como diretor de esporte, Graham se aposentou em 1984.

## Aposentadoria e morte
Um ávido jogador de golfe e tênis, Graham fez uma parceria com Joe DiMaggio do New York Yankees em inúmeros torneios de golfe.
Graham superou o câncer de cólon em 1977, mas foi posteriormente atormentado por doenças cardíacas e outros problemas de saúde. Ele foi diagnosticado como estando nos estágios iniciais da doença de Alzheimer em 2001 e morreu de um aneurisma cardíaco em Sarasota, Flórida, em 17 de dezembro de 2003.
Ele teve dois filhos e uma filha com sua esposa Beverly. Em 2013, o departamento de angariação de fundos da Northwestern criou a The Otto Graham Society para homenagear suas conquistas na escola e apoiar seus programas de atletismo. Em 2014, um novo ginásio na Waterford Country School foi dedicado à memória de Otto Graham.

## Estatísticas

### Como jogador
| Temporada            | Time   |       | Passando | Passando | Passando | Passando | Passando | Passando | Passando | Passando | Correndo | Correndo | Correndo | Fumbles | Fumbles  |
|                      |        | Jogos | Ten      | Cmp      | %        | Jardas   | J/T      | TD       | Int      | Rat      | Ten      | Jardas   | TD       | Fum     | Perdidos |
| Estatísticas da AAFC |        |       |          |          |          |          |          |          |          |          |          |          |          |         |          |
| 1946                 | CLE    | 14    | 174      | 95       | 54.6     | 1,834    | 10.5     | 17       | 5        | 112.1    | 30       | -125     | 1        | 0       | 0        |
|                      |        |       |          |          |          |          |          |          |          |          |          |          |          |         |          |
| 1947                 | CLE    | 14    | 269      | 163      | 60.6     | 2,753    | 10.2     | 25       | 11       | 109.2    | 19       | 72       | 1        | 0       | 0        |
|                      |        |       |          |          |          |          |          |          |          |          |          |          |          |         |          |
| 1948                 | CLE    | 14    | 333      | 173      | 52.0     | 2,713    | 8.1      | 25       | 15       | 85.6     | 23       | 146      | 6        | 0       | 0        |
|                      |        |       |          |          |          |          |          |          |          |          |          |          |          |         |          |
| 1949                 | CLE    | 12    | 285      | 161      | 56.5     | 2,785    | 9.8      | 19       | 10       | 97.5     | 27       | 107      | 3        | 0       | 0        |
| Estatísticas da NFL  |        |       |          |          |          |          |          |          |          |          |          |          |          |         |          |
| 1950                 | CLE    | 12    | 253      | 137      | 54.2     | 1,943    | 7.7      | 14       | 20       | 64.7     | 55       | 145      | 6        | 6       | 6        |
|                      |        |       |          |          |          |          |          |          |          |          |          |          |          |         |          |
| 1951                 | CLE    | 12    | 265      | 147      | 55.5     | 2,205    | 8.3      | 17       | 16       | 79.2     | 35       | 29       | 3        | 7       | 5        |
|                      |        |       |          |          |          |          |          |          |          |          |          |          |          |         |          |
| 1952                 | CLE    | 12    | 364      | 181      | 49.7     | 2,816    | 7.7      | 20       | 24       | 66.6     | 42       | 130      | 4        | 4       | 4        |
|                      |        |       |          |          |          |          |          |          |          |          |          |          |          |         |          |
| 1953                 | CLE    | 12    | 258      | 167      | 64.7     | 2,722    | 10.6     | 11       | 9        | 99.7     | 43       | 143      | 6        | 8       | 3        |
|                      |        |       |          |          |          |          |          |          |          |          |          |          |          |         |          |
| 1954                 | CLE    | 12    | 240      | 142      | 59.2     | 2,092    | 8.7      | 11       | 17       | 73.5     | 63       | 114      | 8        | 3       | 1        |
|                      |        |       |          |          |          |          |          |          |          |          |          |          |          |         |          |
| 1955                 | CLE    | 12    | 185      | 98       | 53.0     | 1,721    | 9.3      | 15       | 8        | 94.0     | 68       | 121      | 6        | 7       | 4        |
|                      |        |       |          |          |          |          |          |          |          |          |          |          |          |         |          |
| Totais               | Totais | 126   | 2,626    | 1,464    | 55.8     | 23,584   | 9.0      | 174      | 135      | 86.6     | 405      | 882      | 44       | 35      | 23       |
| Fonte:               |        |       |          |          |          |          |          |          |          |          |          |          |          |         |          |

### Como treinador

#### College
| Coast Guard Bears (New England Football Conference) (1959–1965) |              |         |     |             |  |  |  |  |
| 1959                                                            | Coast Guard  | 3–5     |     |             |  |  |  |  |
| 1960                                                            | Coast Guard  | 5–3     |     |             |  |  |  |  |
| 1961                                                            | Coast Guard  | 4–4     |     |             |  |  |  |  |
| 1962                                                            | Coast Guard  | 5–2–1   |     |             |  |  |  |  |
| 1963                                                            | Coast Guard  | 8–1     | 1st | L Tangerine |  |  |  |  |
| 1964                                                            | Coast Guard  | 3–5     |     |             |  |  |  |  |
| 1965                                                            | Coast Guard  | 4–4     |     |             |  |  |  |  |
| Coast Guard Bears (New England Football Conference) (1974–1975) |              |         |     |             |  |  |  |  |
| 1974                                                            | Coast Guard  | 4–6     |     |             |  |  |  |  |
| 1975                                                            | Coast Guard  | 8–2     |     |             |  |  |  |  |
| Coast Guard:                                                    | Coast Guard: | 44–32–1 |     |             |  |  |  |  |
| Total:                                                          | Total:       | 44–32–1 |     |             |  |  |  |  |

#### NFL
| Time                          | Ano   | Temporada regular | Temporada regular | Temporada regular | Temporada regular | Temporada regular        | Pós-Temporada    | Pós-Temporada | Pós-Temporada | Pós-Temporada |
| Time                          | Ano   | V                 | D                 | E                 | %                 | Classificação            | V                | D             | %             | Resultado     |
| ----------------------------- | ----- | ----------------- | ----------------- | ----------------- | ----------------- | ------------------------ | ---------------- | ------------- | ------------- | ------------- |
| WAS                           | 1966  | 7                 | 7                 | 0                 | 50.0              | 5° na Eastern Conference | –AAFC Statistics | –             | –             |               |
| WAS                           | 1967  | 5                 | 6                 | 3                 | 45.5              | 3° na Capitol Conference | –AAFC Statistics | –             | –             |               |
| WAS                           | 1968  | 5                 | 9                 | 0                 | 35.7              | 3° na Capitol Conference | –AAFC Statistics | –             | –             |               |
| Total                         | Total | 17                | 22                | 3                 | 43.6              |                          | –                | –             | –             |               |
| Fonte: Pro Football Reference |       |                   |                   |                   |                   |                          |                  |               |               |               |